# My Love Life
My Love Life è un brano del cantante inglese Morrissey.
Pubblicato anche come singolo, il 30 settembre del 1991 dalla HMV Records, il disco raggiunse la posizione numero 29 della Official Singles Chart.

## Realizzazione
Ultimo singolo scritto assieme a Mark Nevin e prodotto da Clive Langer ed Alan Winstanley, il brano non è contenuto in nessun album in studio (raccolte a parte) del cantante. Tra i musicisti coinvolti per la registrazione, oltre che la presenza ai cori di Chrissie Hynde, cantante dei Pretenders, ci sono anche i due chitarristi Alain Whyte e Boz Boorer che, da allora (fino ancora ad oggi, 2011) fanno parte in pianta stabile nella formazione che segue Morrissey in studio e durante i concerti.
La copertina ritrae una foto di Morrissey, realizzata da Kevin Cummins. Il videoclip promozionale, diretto da Tim Broad, è stato girato (in bianco e nero) a Phoenix, Arizona e mostra Morrissey alla guida di una Rolls-Royce, assieme alla sua band.

## Tracce
- UK 7"

1. My Love Life - 4:26
2. I've Changed My Plea to Guilty - 3:42

- UK 12" / CDs

1. My Love Life - 4:26
2. I've Changed My Plea to Guilty - 3:42
3. There's a Place in Hell for Me and My Friends (KROQ Radio session) - 2:22

## Formazione
- Morrissey – voce
- Gary Day - basso
- Alain Whyte - chitarra
- Boz Boorer - chitarra
- Andrew Paresi - batteria